# Torreya
Torreya är ett släkte av barrväxter. Torreya ingår i familjen idegransväxter.
Arterna är vanligen utformade som träd. De har gråbrun bark med glest fördelade orange fläckar. Släktets medlemmar förekommer i Nordamerika och i östra Asien, till exempel Kina och Japan. Några asiatiska arter introducerades i Nordamerika som prydnadsväxter.
Frön från Torreya nucifera kan ätas och dessutom utvinns matolja från fröet.
Arter enligt Catalogue of Life:
- Torreya californica
- Torreya fargesii
- Torreya grandis
- Torreya jackii
- Torreya nucifera
- Torreya taxifolia

## Bildgalleri

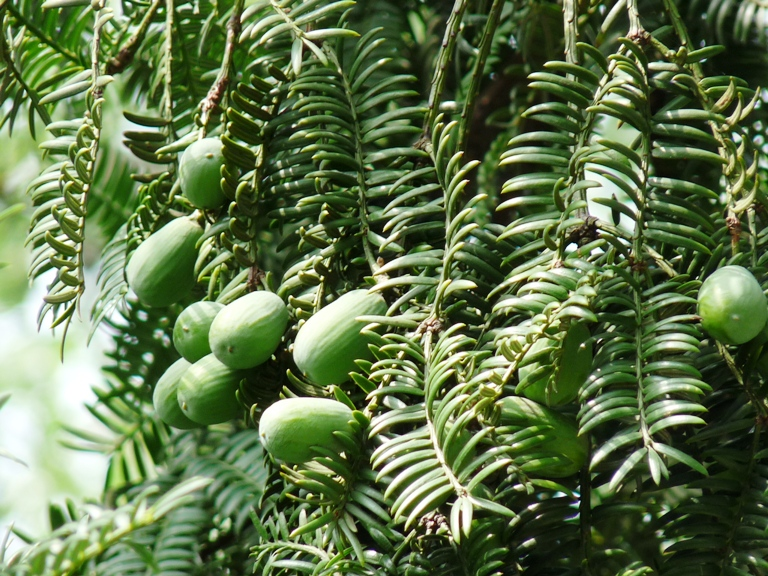
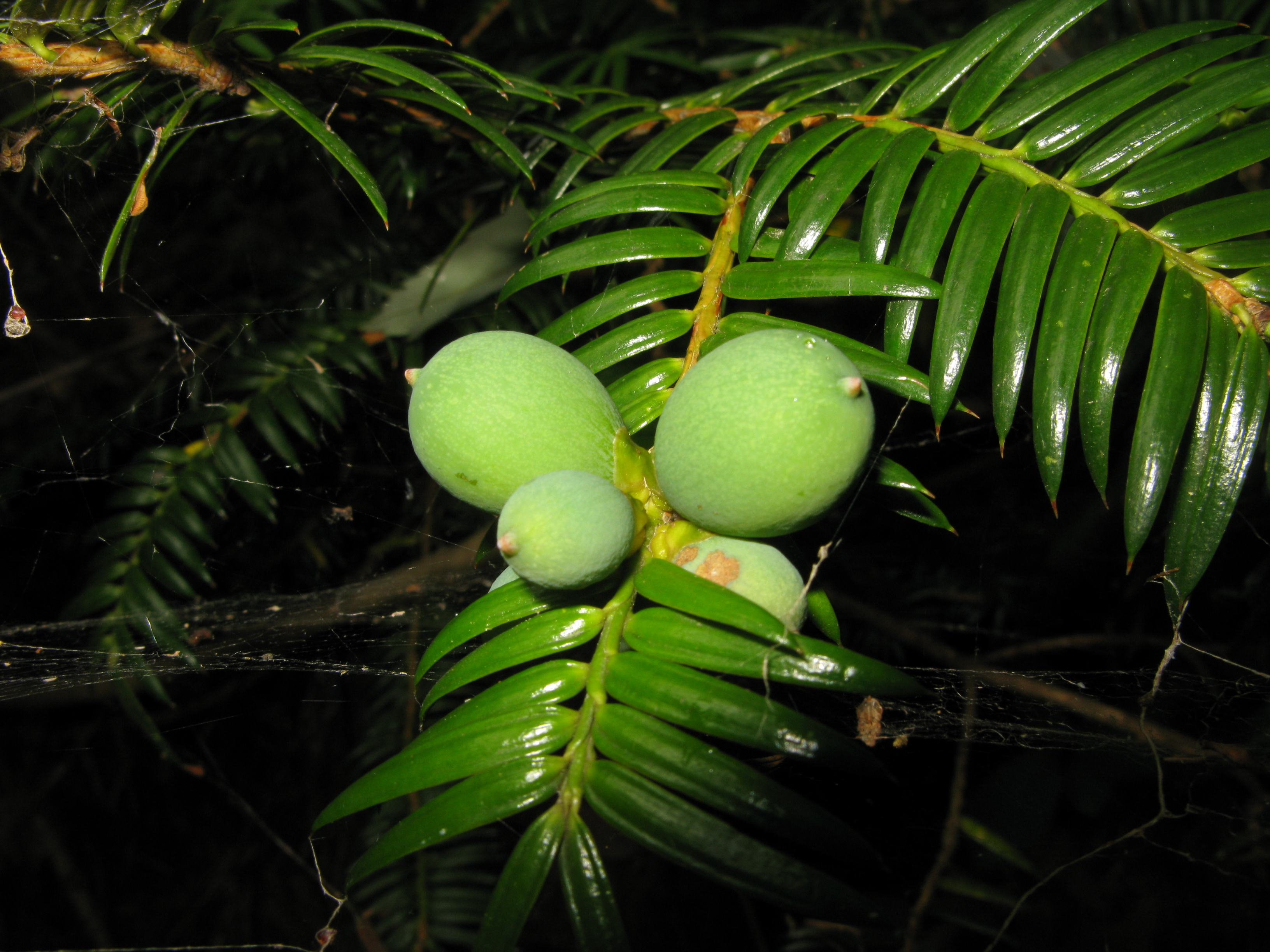